# Stylidium rupestre
Stylidium rupestre är en tvåhjärtbladig växtart som beskrevs av Otto Wilhelm Sonder. Stylidium rupestre ingår i släktet Stylidium och familjen Stylidiaceae. Inga underarter finns listade i Catalogue of Life.